# مایزاخ
مایزاخ (به آلمانی: Maisach) یک شهر در آلمان است که در بایرن واقع شده‌است.

## خصوصیات
مایزاخ ۵۳٫۴۵ کیلومترمربع مساحت دارد ۵۱۴ متر بالاتر از سطح دریا واقع شده‌است.